# فرانسيسكو دي كويفيدو (محطة مترو أنفاق مدريد)
فرانسيسكو دي كويفيدو (بالإسبانية: Francisco de Quevedo)‏ هي محطة مترو أنفاق في مدريد في إسبانيا، تقع على الخط رقم 2.